# Zarząd Morskich Portów Szczecin i Świnoujście
Zarząd Morskich Portów Szczecin i Świnoujście SA (nieoficjalnie Zarząd Portu Szczecin-Świnoujście) – spółka pożytku publicznego zarządzająca portami morskimi w Szczecinie i Świnoujściu. Należy do Europejskiej Organizacji Portów Morskich.
Porty: Szczecin i Świnoujście mają status portów morskich o podstawowym znaczeniu dla gospodarki narodowej. Porty zarządzane przez jedną spółkę tworzą jeden z największych na Bałtyku uniwersalny kompleks portowy. Porty te odgrywają jedną z pierwszoplanowych ról w polskiej gospodarce morskiej.
W 2016 r. obroty przeładunkowe zespołu portów w Szczecinie i Świnoujściu wyniosły 24,113 mln ton.

## Lokalizacja i charakterystyka
Oba porty zapewniają kompleksową obsługę ładunków masowych i drobnicowych, jak również pasażerów i środków transportu kołowego (Terminal Promowy Świnoujście, budowane Zachodniopomorskie Centrum Logistyczne oraz terminal kontenerowy i planowany promowy na Ostrowie Grabowskim w Szczecinie).
Znajdują się one na najkrótszej drodze łączącej Skandynawię ze środkową i południową Europą oraz na morskim szlaku, który poprzez Bałtyk łączy Rosję i Finlandię z Europą Zachodnią. 
Są najbliższymi portami morskimi dla Czech, Słowacji i wschodnich Niemiec, a w szczególności dla rejonu Berlina i częściowo Brandenburgii oraz Meklemburgii-Pomorza Przedniego. Porty są połączone siecią wodnych dróg śródlądowych z Berlinem, i dalej - z europejskim systemem dróg wodnych. Ze Szczecina i Świnoujścia prowadzą połączenia żeglugowe do Szwecji, Finlandii, Danii, Norwegii, Litwy, Wielkiej Brytanii, Niemiec, Afryki Zachodniej i Chin.